# Norra Sorgenfri

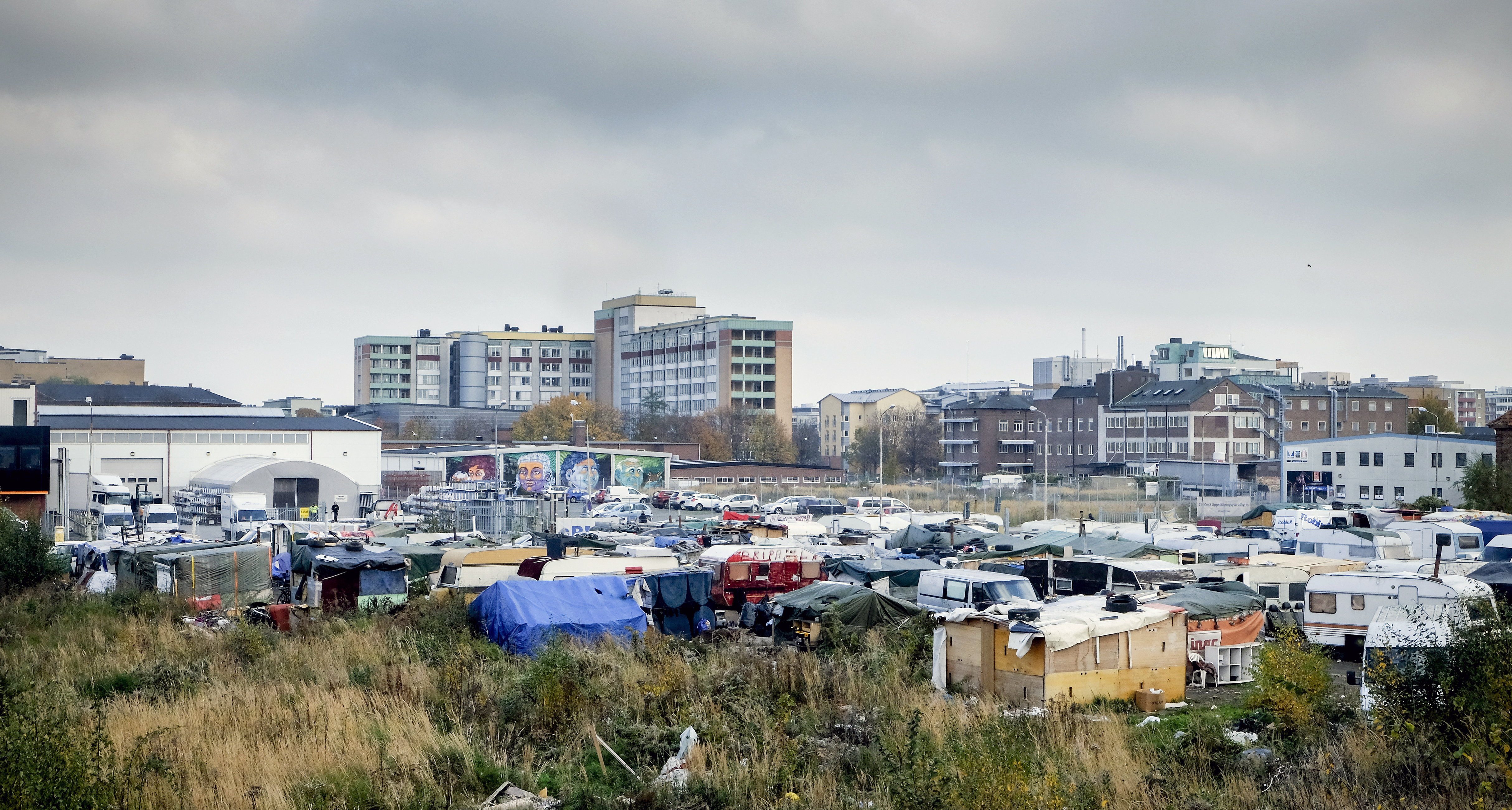
Migrantlägret i oktober 2015

Norra Sorgenfri är ett 45 hektar stort område i Malmö som enligt ett planprogram från 2008 är tänkt att utvecklas till en del av innerstaden. I planen föreslås 2 500 nya bostäder och 2 000 nya arbetsplatser.
Delområdet kallades förr Sorgenfri industriområde och ligger mellan Nobelvägen och Kontinentalbanan, söder om Celsiusgatan. Delområdets södra del löper utmed gatorna Agneslundsvägen, Östra Farmvägen och Sorgenfrivägen. Den angränsande Sankt Pauli södra kyrkogård tillhör inte Norra Sorgenfri utan delmorådet Östra Sorgenfri, trots att den - likt Norra Sorgenfri - räknas till stadsdelen Centrum (till skillnad från övriga Östra Sorgenfri som tillhör stadsdelen Södra Innerstaden).
Industrialiseringen påbörjades i slutet av 1800-talet. Sedan dess har det funnits ett hundratal företag i området, varav de mer kända är Addo, Sydkraft, Gasverket, Läderfabriken Öresund, Malmö stads spårvägar, Ferrosan, Tripasin och Wangels.
Den enda större industriverksamhet som finns kvar idag är E.ON Gas.

## Migrantlägret
År 2014 byggde ett femtiotal EU-migranter ett tältläger på den öde industritomten i hörnet av Nobelvägen-Industrigatan.  Industritomten var då privat mark och EU-migranterna saknade tillgång till vatten och avlopp.
Tältlägret revs i november 2015 och tomten är nu återställd.